# Lijst van Bulgaarse autosnelwegen

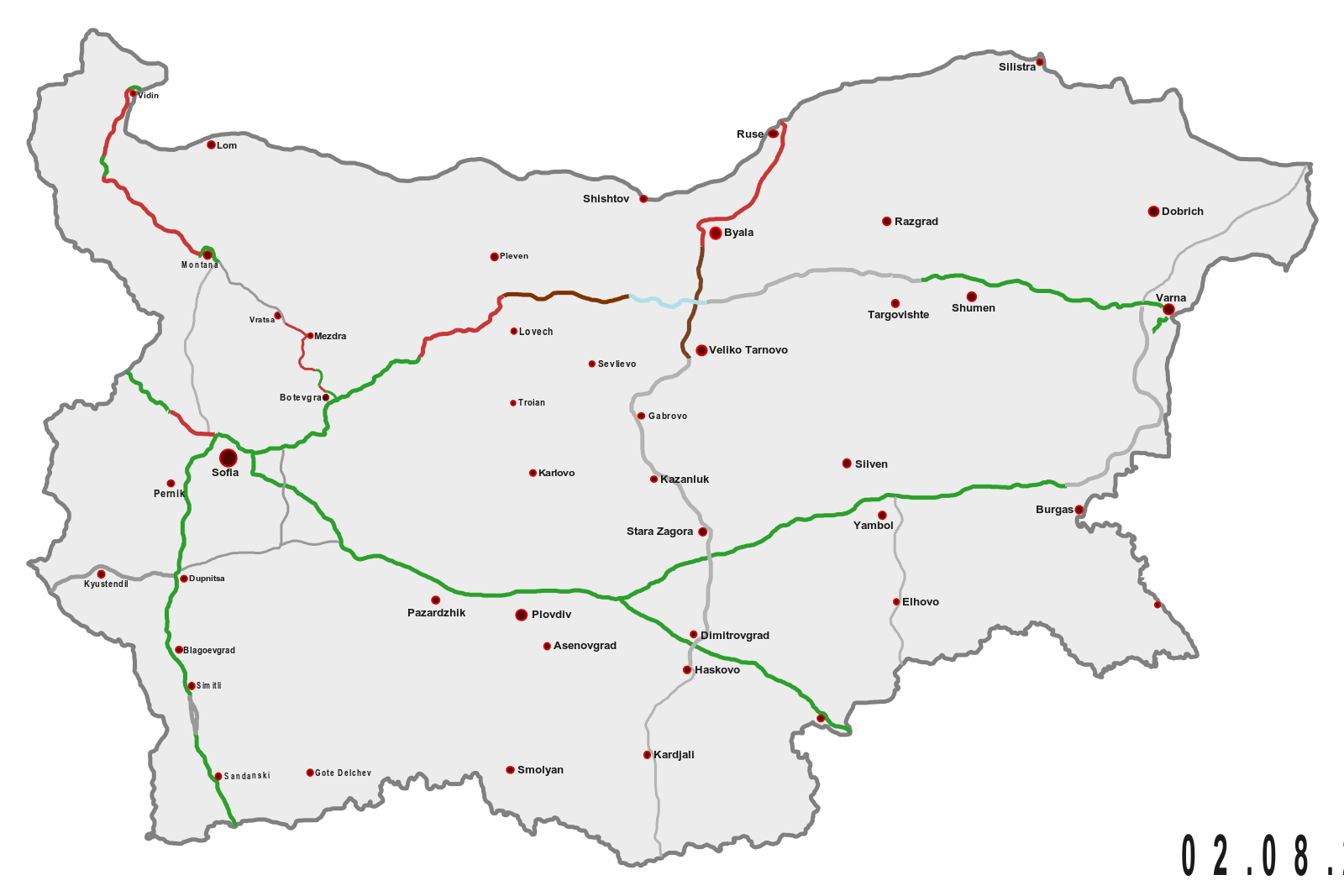
Het Bulgaarse snelwegnet

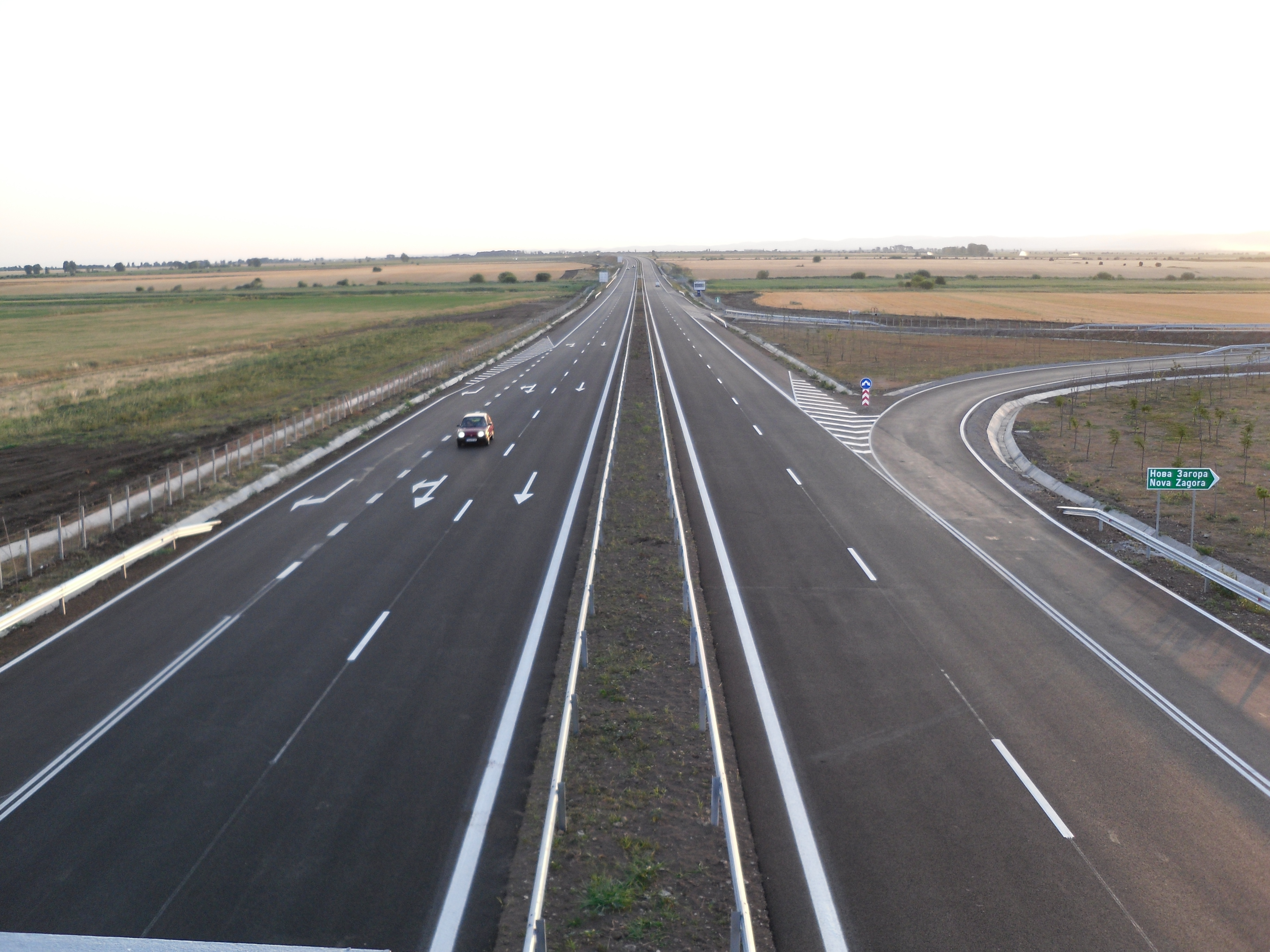
De A1 (Trakija) bij Stara Zagora

Dit is een lijst van Bulgaarse autosnelwegen. Het autosnelwegennetwerk (Bulgaars: Aвтомагистрала, Avtomagistrala) van Bulgarije is nog in ontwikkeling. Autosnelwegen hebben zowel een nummer als een naam. De naam is afgeleid van een streek, gebergte of rivier waar de autosnelweg in de buurt van de weg. Behalve autosnelwegen (met pechstrook en maximumsnelheid 140 kilometer per uur) worden ook expreswegen (Bulgaars: Скоростен път, Skorosten pat) aangelegd, zonder pechstrook en met maximumsnelheid 120 kilometer per uur).

## Geschiedenis
De nummering van enkele autosnelwegen was oorspronkelijk anders. Op 6 augustus 2012 werden de nummer van de A3, A4 en A5 gewisseld. De A3 werd de A4, de A4 werd de A5 en de A5 werd de A3. De A6 werd onderdeel van de A3, en de A7 kreeg daardoor het nummer A6.

## Lijst van autosnelwegen
| Schild         | Naam                      | Van            | Via                                                    | Naar                         | Lengte  | Geplande lengte |
| -------------- | ------------------------- | -------------- | ------------------------------------------------------ | ---------------------------- | ------- | --------------- |
| A1 (Bulgarije) | A1 Trakija                | Sofia          | Pazardzjik - Plovdiv - Orisovo - Stara Zagora - Jambol | Boergas                      | 360 km  | 360 km          |
| A2 (Bulgarije) | A2 Hemoes                 | Sofia          | Botevgrad - Sjoemen                                    | Varna                        | 167 km  | 433 km          |
| A3 (Bulgarije) | A3 Stroema                | Pernik         | Doepnitsa - Blagoëvgrad - Sandanski - Petritsj         | Kulata - Griekenland         | 49 km   | 151 km          |
| A4 (Bulgarije) | A4 Maritsa                | Orisovo        | Dimitrovgrad - Harmanli - Griekenland - Svilengrad     | Kapitein Andreevo - Turkije  | 117 km  | 117 km          |
| A5 (Bulgarije) | A5 Tsjerno More           | Boergas        | Nesebar                                                | Varna                        | 10 km   | 103 km          |
| A6 (Bulgarije) | A6 Europa                 | Sofia          |                                                        | Pernik                       | 19 km   | 19 km           |
| A7 (Bulgarije) | A7 Veliko Tarnovo-Ruse    | Veliko Tarnovo |                                                        | Ruse - Donau Brug - Roemenië | o km    | 118 km          |
|                | Noordelijke Randweg Sofia | Sofia-west     |                                                        | Sofia-oost                   | 16.5 km | 16.5 km         |

## Lijst van geplande autosnelwegen
De onderstaande wegen zijn gepland, een aantal is in een ver gevorderd stadium. Er is nog niet gestart met de aanleg en ook de uiteindelijke wegnummering is nog onzeker.
| Naam     | Van               | Naar           | Geplande lengte |
| -------- | ----------------- | -------------- | --------------- |
| Rila     | Doepnitsa         | Mirovo , Potop |                 |
| Kalotina | Kalotina - Servië | Sofia          | 49 km           |

## Lijst van expreswegen
In 2012 werd aangekondigd door de Bulgaarse overheid dat het voor een aantal belangrijke routes in het land wenselijk is dat deze worden aangepast tot autosnelweg. Echter om de hoge kosten van een autosnelweg te drukken is gekozen voor een nieuw soort wegtype, een expresweg. Dit wegtype heeft wel aan beide kanten minimaal een dubbele rijstrook maar heeft op veel stukken geen vluchtstroken. De maximumsnelheid voor dit wegtype is beperkt tot 120 km/h, op normale autosnelwegen is dit 140 km/h in Bulgarije.
| Botevgrad-Vidin expresweg) | Botevgrad-Vidin expresweg | Botevgrad       | Vidin - Nieuw Europa Brug - Roemenië | 6km          | 185km                |  |       |
| I-2_(Bulgarije)            | Sjoemen-Roese             | Sjoemen         | Roese - Donau Brug - Roemenië        |              | 110km                |  |       |
| I-5_(Bulgarije)            |                           | I-5_(Bulgarije) |                                      | Dimitrovgrad | Makaza - Griekenland |  | 127km |
|                            | Rila                      | Kjoestendil     | Doepnitsa , Mirovo , Potop           |              |                      |  |       |
| I-6_(Bulgarije)            |                           | Macedonië       | Pernik                               |              | 85km                 |  |       |
| I-9_(Bulgarije)            |                           | Varna           | Roemenië                             |              | 70km                 |  |       |

## Kaart

Het uiteindelijke netwerk

A1 - Trakija · 
A2 - Hemoes · 
A3 - Stroema · 
A4 - Maritsa · 
A5 - Tsjerno More · 
A6 - Europa · 
A7 - Veliko Tarnovo-Ruse · 
Noordelijke randweg van Sofia · 
Botevgrad-Vidin expresweg